# Arsenij Grigor'evič Golovko
Arsenij Grigor'evič Golovko (in russo Арсений Григорьевич Головко?; Prochladnyj, 10 giugno 1906 – Mosca, 17 maggio 1962) è stato un ammiraglio sovietico, comandante in capo della Flotta del Nord della Marina militare sovietica per tutta la durata della seconda guerra mondiale.

## Biografia
Nato a Prochladnyj nell'allora Oblast' di Terek dell'Impero russo, Golovko studiò inizialmente agraria a Mosca prima di arruolarsi in marina, diplomandosi come allievo ufficiale presso l'Accademia militare "M.V. Frunze" nel 1928 con una specializzazione in torpediniere. Nel corso del periodo interbellico svolse vari incarichi, comandando una brigata nel 1935 e, dopo una laurea ottenuta all'Accademia navale di Leningrado, servendo come capo di stato maggiore della Flotta del Nord; tra il 1937 e il 1938 fu membro della delegazione sovietica inviata in aiuto della Seconda Repubblica Spagnola durante gli eventi della guerra civile. Già comandante della Flottiglia del Caspio, nel 1940 Golovko divenne comandante in capo della Flotta del Nord di base a Murmansk.
Golovko non rimase sorpreso dall'avvio dell'invasione tedesca dell'Unione Sovietica il 22 giugno 1941: già da alcuni giorni il suo comando era stato messo in allerta da alcuni voli di ricognizione eseguiti da aerei tedeschi nel suo settore di operazioni, per quanto gli allarmi lanciati da Golovko in tal senso erano stati completamente ignorati dall'alto comando sovietico a Mosca. Rischiando una rimozione dal servizio, il 17 giugno Golovko mise di propria iniziativa in stato d'allerta le sue unità e dislocò pattuglie di sommergibili a nord delle coste norvegesi per monitorare i movimenti navali tedeschi; quando cinque giorni più tardi la Germania attaccò, la Flotta del Nord era pronta a combattere.
Golovko resse il comando della flotta per tutta la durata della seconda guerra mondiale, prendendo parte alle operazioni belliche del teatro dell'Artico. Nonostante la Flotta del Nord fosse la meno equipaggiata tra le quattro principali flotte della Marina sovietica, Golovko impiegò al meglio le sue scarse risorse, organizzando un sistema di pattugliamento della costa della Penisola di Kola e impiegando i suoi sommergibili in attacchi ai convogli navali tedeschi lungo la costa settentrionale della Norvegia. Più problematici si rivelarono i rapporti con gli alleati britannici circa la protezione dei "convogli artici", diretti a Murmansk e Arcangelo carichi degli aiuti militari forniti all'Unione Sovietica dalle potenze occidentali: i britannici rimasero delusi dal fatto che i sovietici si rifiutarono sempre di impiegare le loro unità navali per proteggere i convogli durante la maggior parte della traversata oceanica degli stessi, completamente esposta agli attacchi aerei e navali dei mezzi tedeschi dislocati in Norvegia e gravosa per le risorse della Home Fleet della Royal Navy; Golovko impiegò comunque i cacciatorpediniere e le navi scorta della Flotta del Nord per accompagnare i convogli durante l'ultimo tratto del viaggio, al largo delle coste della Penisola di Kola. Tra l'ottobre e il novembre 1944, infine, Golovko impiegò i reparti aerei nonché le unità di fanteria di marina della Flotta del Nord nel corso dell'offensiva di Petsamo-Kirkenes, l'attacco sovietico che scacciò le forze tedesche dal nord della Russia e le ricacciò in Norvegia.
Golovko lasciò il comando della Flotta del Nord nel 1946; divenuto capo dello stato maggiore della Marina sovietica nel 1950, passò poi a comandare la Flotta del Baltico nel 1956. Golovko morì infine a Mosca il 10 maggio 1962 all'età di 55 anni per una malattia non meglio specificata, probabilmente causata dall'eccessivo assorbimento di radiazioni dopo la sua recente supervisione di un ciclo di test nucleari sull'isola di Novaja Zemlja nel nord della Russia.